# Autonoe
Autonoe (do grego Αυτονόη), ou Júpiter XXVIII é um satélite natural de Júpiter. Foi descoberto por um time de astrônomos da Universidade do Havaí liderados por Scott S. Sheppard em 2001, e recebeu a denominação temporária de S/2001 J 1
Autonoe tem aproximadamente 4 km de diâmetro, e orbita Júpiter a uma média de 24,264 Mm em 772.168 dias, a uma inclinação de 151° em relação à eclíptica (150° em relação ao equador de Júpiter), num movimento retrógrado irregular e com uma excentricidade orbital de 0,369.
Foi nomeado em Agosto de 2003 em homenagem à figura da mitologia grega Autonoe, mãe das Graças por Zeus (Júpiter), segundo alguns autores.
Pertence ao grupo Pasife, cujas luas irregulares e retrógradas orbitam Júpiter a distânicas que variam entre 22.8 e 24.1 Gm, com inclinações variando de 144.5° e 158.3°
Autonoe possui uma cor esverdeada com várias crateras de aproximadamente 4324m de diâmetro 